# Christian Dorph
Christian Dorph (født 27. august 1966 i Odense) er en dansk forfatter. Han blev optaget på Forfatterskolen i 1988 og modtog Statens Kunstfonds 3-årige arbejdslegat i 1996. Han har læst dansk på Aarhus Universitet og har siden 1995 undervist på skrivelinjen og i skriveværkstedet på Testrup Højskole.
Sammen med forfatter Simon Pasternak har han skrevet og udgivet tre bøger i en krimiserie, der starter sin handling i 1975, og fortsætter op igennem sidste fjerdedel af det tyvende århundrede.
Titlerne på de foreløbigt udgivne bøger i serien, er Om et øjeblik i himlen(1975), Afgrundens rand (1979) og Jeg er ikke her (1985). En fjerde bog er for nuværende under udarbejdelse med temaerne kærlighed og terror .